# Las lupitas
Las Lupitas es una película en video del mexicano Rafael Corkidi.

## Argumento
Lyn May y Ernesto Gómez Cruz son padres de una niña inválida (que representa a Jesús, el mesías). 
Destacan la fotografía (en video) y la música.
- Datos: Q5971154